# 刘国光 (清朝)
刘国光，安陆人，清朝政治人物。
刘国光曾于光绪元年(1875年)接替梁景先任兴化府知府一职，光绪二年由方熊祥接任。